# Eilandgebied van de Nederlandse Antillen
Een eilandgebied was een bestuurlijke eenheid in de voormalige Nederlandse Antillen, vergelijkbaar met een Nederlandse gemeente, maar met aanzienlijk meer autonomie. De autonomie van de eilandgebieden werd opgesomd in de Eilandenregeling Nederlandse Antillen (ERNA). Het eilandbestuur bestond uit een gezaghebber, een soort burgemeester, en enkele gedeputeerden. Zij vormden tezamen het bestuurscollege, dat werd gecontroleerd door de eilandsraad, waarvoor elke vier jaar verkiezingen werden gehouden.
De Nederlandse Antillen waren vanaf de instelling van de Eilandenregeling Nederlandse Antillen ingedeeld in de volgende eilandgebieden:
1951-1983: Aruba, Bonaire, de Bovenwindse Eilanden, Curaçao
Tot 1 april 1983 vormden Saba, Sint Eustatius en Sint Maarten één eilandgebied, de Bovenwindse Eilanden.
1983-1986: Aruba, Bonaire, Curaçao, Saba, Sint Eustatius, Sint Maarten
Tot 1986 was Aruba een eilandgebied. In dat jaar verkreeg Aruba de status aparte binnen het Koninkrijk der Nederlanden.
1986-2010: Bonaire, Curaçao, Saba, Sint Eustatius, Sint Maarten
In 2010 hielden de Nederlandse Antillen op te bestaan. Aruba, Curaçao en Sint Maarten vormen sindsdien autonome landen binnen het Koninkrijk der Nederlanden. Saba, Sint Eustatius en Bonaire werden openbare lichamen van Nederland.